# بیانکو بیانکی
بیانکو بیانکی (ایتالیایی: Bianco Bianchi; ۶ آوریل ۱۹۱۷ – ۱۷ ژوئیهٔ ۱۹۹۷) دوچرخه‌سوار اهل ایتالیا بود.
وی در مسابقات کشوری و بین‌المللی در مجموع برندهٔ ۱ مدال نقره شده‌است.